# 스펙타큘라 나우
《스펙타큘라 나우》(영어: The Spectacular Now)는 2013년 개봉한 미국의 성장·로맨스 영화로, 제임스 폰설트 감독의 세 번째 연출작이다. 팀 사프의 동명 소설을 원작으로 스콧 뉴스태터와 마이클 H. 웨버 콤비가 각본을 썼다. 그리고 마일스 텔러, 셰일린 우들리, 브리 라슨, 메리 엘리자베스 윈스테드, 밥 오든커크, 제니퍼 제이슨 리, 카일 챈들러가 출연한다.
2013년 1월 선댄스 영화제에서 공개되었고, 같은 해 8월 미국 극장에 개봉되었다.

## 줄거리
졸업을 앞둔 18세 고등학생 서터 킬리는 사소한 이유로 여자친구인 캐시디와 헤어진다. 이 때문에 서터는 대학 입학 원서에 집중을 못하고 클럽과 음주에 탐닉한다. 어느 날 서터는 술에 잔뜩 취해서 곯아떨어졌다가, 같은 학교 여학생 에이미네 집 앞에서 눈을 뜨게 된다. 홀어머니의 엄격한 통제 속 매일 새벽 신문 배달을 하며 공부하는 아이였다. 평소 조용한 그녀에게 관심도 가지지 않았던 서터는 그녀의 차로 귀가하면서 친해지게 된다.
다음날 학교에서 기하학 시험 때문에 낙제할 위기에 처한 서터는 에이미를 만나서 과외를 부탁한다. 서터는 에이미를 점점 알아간다. 에이미는 똑똑하고 SF 만화에 관심이 많으며, 음주나 파티, 연애와는 인연이 없이 살았다. 서터는 에이미를 파티에 데려가서 그녀에게 술 마시는 것을 알려준다. 홀어머니 때문에 대학 생각은 하지 않고 있다는 그녀에게 서터는 자신감을 복돋아주는 말을 해주면서 키스한다.
서터는 전 여자친구인 캐시디에게 아직 집착하고 있었고, 에이미와는 깊게 발전할 생각이 없었다. 캐시디도 서터와 절교한 것은 아니었으나, 서터가 미래에 대한 고민이 없이 안주하는 삶을 사는 것에 질려 있었다. 에이미의 친구 크리스털로부터 에이미를 상처 주지 말라는 말을 들은 서터는 에이미와의 관계를 생각하게 된다. 서터의 누나네 식구와의 저녁 식사에 합석하게 된 에이미는 장래희망과 결혼생활에 대한 낙관적인 꿈을 이야기한다. 매형이 그것을 짐짓 우습게 여기자, 서터는 에이미의 꿈을 지지해준다. 둘은 머지않아 섹스를 같이 하고, 에이미는 서터로부터 휴대용 술병을 선물받는다. 에이미는 서터를 진지하게 여기기 시작하고, 졸업 후 독립하여 필라델피아에서 함께 살자는 제안을 한다. 그러나 아직 길을 찾지 못한 서터는 제안을 선뜻 받아들이지 못한다.
서터는 어릴 적 이혼하고 떠난 아버지를 만나고 싶어 했지만, 어머니와 누나가 어째선지 아버지에 대해 쉬쉬하며 왜 떠난 건지, 어디에 사는지조차 알려주지 않았다. 서터는 누나를 설득해서 아버지에게 연락하는 데 성공한다. 서터는 에이미를 데리고 아버지가 사는 곳으로 간다. 그러나 아버지는 서터를 그리 반기지도 않았고, 새로 만난 여자에 빠져 돈도 제대로 벌지 못하고 사는 신세였다. 야구장에 가자는 약속도 잊고 술집에서 술을 마시는 아버지를 본 서터는 그대로 돌아선다. 돌아오는 길에서, 에이미는 표정이 어두운 서터를 위로하려고 사랑을 고백하지만, 서터는 자신은 그녀에게 해가 되는 존재라며 강하게 거부한다. 그러다 서터는 그만 음주운전의 여파로 탈선을 하게 된다. 자괴감에 에이미를 차에서 내치는데 그 순간 반대편에서 달려오던 차에 에이미가 치어 버린다.
에이미는 다행히 크게 다치지 않았고, 그를 전혀 원망하지 않았다. 일련의 사건의 충격으로 결국 서터는 낙제한다. 졸업식 날 서터는 에이미와의 술 약속을 거부한다. 서터에게 다가온 캐시디는 꿈을 접고 남자친구와 캘리포니아로 떠나기로 했다는 사실을 말한다. 서터가 아르바이트하던 양복점 사장은 금주하겠다는 조건 하에 서터를 정직원으로 채용할 것이며 그렇지 않으면 해고하겠다고 통보한다. 서터는 금주 대신 해고를 받아들인다. 에이미와 필라델피아로 떠나기로 한 날 서터는 에이미를 만나러 가지 않았고, 에이미는 마지막까지 서터의 연락을 기다리다가 홀로 필라델피아행 버스에 올라탄다.
서터는 어머니에게 자신의 실패한 인생을 한탄하고, 어머니는 서터가 늘 남을 돕는 아이였다며 위로한다. 대학 원서의 빈 칸에 서터는 자신의 삶의 고난이 바로 자기 자신이며, 현재에만 안주하는 태도가 일을 그르쳤다고 쓴다. 시간이 지나, 서터는 차를 몰고 필라델피아로 가서 그곳에서 대학 교정을 나오는 에이미와 만난다. 에이미는 서터를 보고 곧 미소 짓는다.

## 출연진
- 마일스 텔러 - 서터 킬리
- 셰일린 우들리 - 에이미 피네키
- 브리 라슨 - 캐시디 로이
- 제니퍼 제이슨 리 - 세라 킬리
- 메리 엘리자베스 윈스테드 - 홀리 킬리
- 카일 챈들러 - 토미 킬리
- 다요 오케니이 - 마커스 웨스트
- 안드레 로요 - 애스터 씨
- 밥 오든커크 - 댄 사장님
- 케이틀린 디버 - 크리스털
- 마삼 홀든 - 리키
- 게리 위크스 - 조
- 휘트니 고인 - 에이미네 엄마
- 니키 페어스 - 타라

## 수상 목록
| 연도 | 상                              | 부문                           | 수상자                        | 결과 | 출처 |
| ---- | ------------------------------- | ------------------------------ | ----------------------------- | ---- | ---- |
| 2013 | 2013년 선댄스 영화제            | 심사위원 특별상 연기부문       | 마일스 텔러, 셰일린 우들리    | 수상 |      |
| 2013 | 2013년 선댄스 영화제            | 심사위원 대상 미국 극영화 부문 | 제임스 폰설트                 | 후보 |      |
| 2013 | 시애틀 국제 영화제              | 신인 심사위원상 미래의 물결    | 《스펙타큘라 나우》           | 수상 |      |
| 2013 | 고담상                          | 여우주연상                     | 셰일린 우들리                 | 후보 |      |
| 2013 | 전미 비평가위원회상             | 독립영화상                     | 《스펙타큘라 나우》           | 수상 |      |
| 2013 | 워싱턴 D.C. 비평가 협회상       | 각색상                         | 스콧 뉴스태터, 마이클 H. 웨버 | 후보 |      |
| 2013 | 샌디에이고 영화비평가협회상     | 여우조연상                     | 셰일린 우들리                 | 수상 |      |
| 2013 | 세인트루이스 영화 비평가 협회상 | 각색상                         | 스콧 뉴스태터, 마이클 H. 웨버 | 후보 |      |
| 2013 | 여성 언론인 협회상              | 각색상                         | 스콧 뉴스태터, 마이클 H. 웨버 | 후보 |      |
| 2013 | 여성 언론인 협회상              | 신인여우상                     | 셰일린 우들리                 | 후보 |      |
| 2013 | 여성 언론인 협회상              | 누드, 섹스, 유혹 묘사상        | 셰일린 우들리, 마일스 텔러    | 후보 |      |
| 2020 | 인디펜던트 스피릿 어워드        | 각본상                         | 스콧 뉴스태터, 마이클 H. 웨버 | 후보 |      |
| 2020 | 인디펜던트 스피릿 어워드        | 여우주연상                     | 셰일린 우들리                 | 후보 |      |